# Первомайский сельский совет (Симферопольский район)
 Первомайский сельский совет (укр. Первомайська сільська рада, крымскотат. Biy Tanış köy şurası) — административно-территориальная единица в Симферопольском районе АР Крым Украины (фактически до 2014 года), ранее до 1991 года — в  составе Крымской области УССР в СССР.
Образован сельсовет решением Крымского областного Совета депутатов трудящихся от 7 февраля 1972 года № 69 выделением сёл Красное и Чайкино Урожайновского сельсовета/
Население по результатам переписи 2001 года составило 4 054 человека.
К 2014 году сельсовет состоял из 3 сёл:
- Первомайское
- Красное
- Чайкино

С 2014 года на месте сельсовета находится Первомайское сельское поселение.